# نصل هانلون

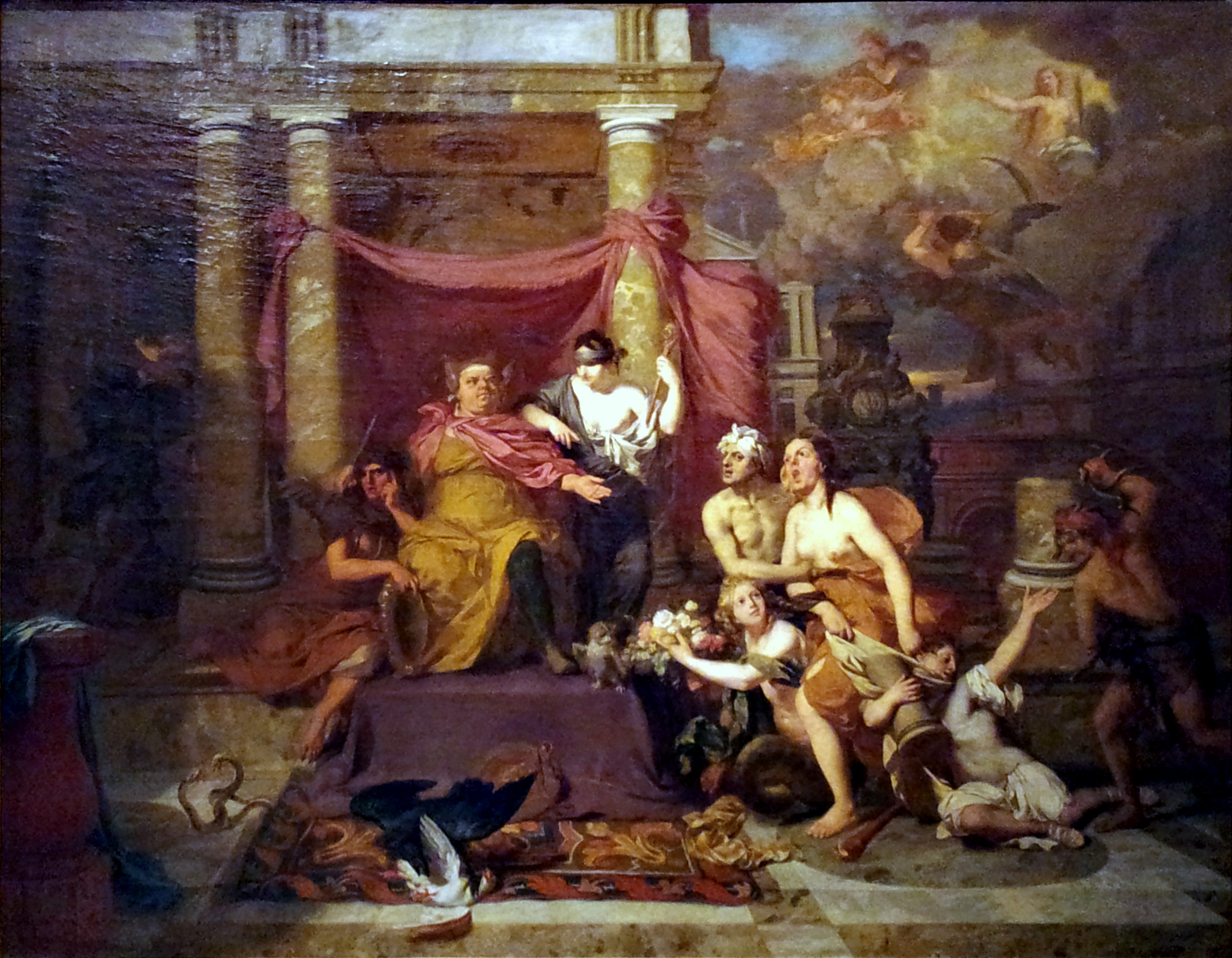
محكمة الحماقة من جيرارد دي لايرس. المتهم ، الذي تلاحقه الكراهية، يقوده الافتراء والحسد والغدر أمام قاض بأذني حمار، محاطًا بالجهل والشك.

نصل هانلون هو قول مأثور أو بيان أو قاعدة عامة تنص على أنه «لا تنسب أبدًا إلى الحقد ما يفسره الغباء بشكل كافٍ.»  معروف بعدة ألفاظ أخرى، وهو نصل فلسفي يقترح طريقة للقضاء على التفسيرات غير المحتملة للسلوك البشري. من المحتمل أنه سمي على اسم روبرت ج.هانلون، الذي قدم البيان في كتاب مورفي للقانون الثاني. وقد تم ورود بيانات مماثلة منذ القرن الثامن عشر على الأقل.

## أصل
كانت العبارة مستخدمة بشكل عام منذ العقود اللاحقة من القرن العشرين. 
يظهر اقتباس مشابه في رواية روبرت أ. هينلين «منطق الإمبراطورية» (1941). وصفت شخصية «دوك» في قصة هينلين مغالطة «نظرية الشيطان»، موضحة، «لقد عزوت الظروف للخسة وهي نتجت ببساطة عن الغباء».
كان الاقتباس على هذا النحو عبارة عن تقديم منسوب لروبرت هانلون من سكرانتون، بنسلفانيا، لمجوعة نكات مختلفة متعلقة بقانون مورفي نُشرت في كتاب آرثر بلوخ قانون مورفي الكتاب الثاني: المزيد من الأسباب لماذا تسوء الأمور! (1980).  من غير المعروف ما إذا كان هانلون على علم بقصة هينلين أو ما إذا كان قد قام بتكوين العبارة بشكل مستقل. 
اشتهر نصل هانلون بعد إدراجه في ملف جارغون، وهو مسرد اللغة العامية لمبرمجي الكمبيوتر منذ عام 1990. في وقت لاحق من نفس العام، لاحظ محررو Jargon File نقصًا في المعلومات حول اشتقاق المصطلح ووجود إبيجراما مماثلة من ويليام جيمس. بين ملف جارغون عام 1996 في نصل هانلون وجود العبارة في رواية هينلين، مع تكهنات بأن نصل هانلون قد يكون تحريفًا لـ «نصل هينلين». وصف كوينتين ستافورد فريزر االصلة مع قانون مورفي في موضعين في مدونته عام 2001 نقلاً عن رسائل بريد إلكتروني من جوزيف إي بيغلر.  لاحقًا، في عام 2002، دون ملف جارغون الأمر نفسه. يشير ملف جارغون الحالي إليها باسم "Murphyism".
العبارة مستوحاة من نصل أوكام.

## الاختلافات الأخرى للفكرة
تعود الإسهامات السابقة للفكرة إلى القرن الثامن عشر على الأقل. كتب يوهان غوته، الذي نُشر لأول مرة باللغة الألمانية (1774)، في آلام فرتر (كما ترجم):  «سوء الفهم والكسل ربما ينتجان أخطأ أكثر في العالم من الخداع والخبث. على الأقل الاثنان الأخيران نادران بالتأكيد.»  يأتي تعبير بديل عن الفكرة من جاين ويست، في روايتها عام 1812 الموالون: رواية تاريخية:  «دعونا لا ننسب إلى الخبث والقسوة ما يمكن إحالته إلى دوافع جنائية أقل». :134اقتباس مشابه يُنسب بشكل خاطئ إلى نابليون.  يقتبس أندرو روبرتس، في سيرته عن ونستون تشرشل، من مراسلات تشرشل مع الملك جورج السادس في فبراير 1943 بشأن الخلافات مع شارل ديغول: «وقاحته... يمكن أن تكون منية على الغباء لا الخبث.»  :771